# Tedžen
Tedžen je turkmenistanski grad-oaza koji se nalazi u pustinji Karakum. Grad se nalazi nedaleko iranske granice te je blizu turkmenske prijestolnice Ašgabata. Populacija Tedžena iznosi 52.000 stanovnika.
U blizini grada prolazi rijeka Hari koja izvire u Afganistanu a u Turkmenistanu je poznata kao rijeka Tedžen. Rijeka je služila za navodnjavanje područja od 15 hektara. Kako bi se osigurala dovoljna količina vode, 1948. godine je izgrađen rezervoar kapaciteta 150 m³. Godine 1960. je u Tedženu postavljen drugi veći spremnik kapaciteta 180 m³. Time, ali i proširenjem kanala je osigurano navodnjavanje prostora površine 200 hektara.
Kroz grad prolazi Transkaspijska željeznica dok je tokom 1990-ih otvorena nova željeznička linija prema iranskom gradu Mašhadu.
Klima na ovom prostoru je oštra kontinentalna te su ljeta duga i topla (max. temperatura iznosi 48 °C) dok su zime kratke i hladne (najviša min. temperatura iznosi -27 °C). U Tedženu postoje oštre oscilacije u dnevnim temperaturama zraka te niske količine oborina koje su ljetima male.

## Vanjske poveznice
- (engl.) Turkmenistan: Settlement patterns (Britannica)